# Cinzio Passeri Aldobrandini
Cinzio Passeri Aldobrandini (né en 1551 à Senigallia dans les Marches, alors dans le duché d'Urbino et mort le 1er janvier 1610 à Rome), dit « Saint-Georges », est un cardinal italien  du  XVIe siècle et du début du XVIIe siècle. Le nom Aldobrandini lui  est donné par son oncle maternel, le cardinal Ippolito Aldobrandini (1585), le futur pape Clément VIII. Il est un cousin du cardinal Pietro Aldobrandini (1593) et l'oncle des cardinaux Silvestro Aldobrandini (1603) et Ippolito Aldobrandini, iuniore (1621).

## Biographie
Aldobrandini est  référendaire au tribunal suprême de la Signature apostolique. Son oncle, le pape Clément VIII le crée cardinal lors du consistoire du 17 septembre 1593. Il assiste son oncle Pietro Aldobrandini, dans sa fonction de secrétaire d'État.
Le cardinal Aldobrandini est gouverneur de Spolète de 1604 à 1606, préfet du tribunal suprême de la Signature apostolique et légat à Avignon de 1601 à 1607.  Il participe aux deux conclaves de 1605 (élection de Léon XI et de Paul V). Il est nommé grand pénitencier en 1605. Il est connu pour sa générosité envers les pauvres et comme protecteur des arts et de la littérature. Il fonde une académie dans sa maison, qui compte entre ses membres Francesco Patrizio, Giambattista Raimondi, Scipione Pasquale, évêque de Casale et le poète Torquato Tasso, qui dédie la seconde version de son poème célèbre Gerusalemme conquistata au cardinal.

### Sources
- Fiche du cardinal sur le site fiu.edu